# Giovanni Biroli
Giovanni Biroli ( Novara 1772 - ibíd. 1827 ) fue un botánico italiano.
Se graduó en medicina, pero prefirió dedicarse a la botánica, alentado en esto por C.A.L. Bellardi. Fue, desde 1815, director del Jardín Botánico de la Universidad de Turín, donde fue profesor de botánica.

## Obra
- Flora economica del dipartimento dell'Agogna, 1805

- Flora Aconiensis, 1808

- Trattato d'agricoltura, Novara, 1809

- De Nova phyteumatis specie descripta. En Mem. della R. Acc. delle Scienze di Torino, XXIII: 315-316, 1817

- Phyteuma charmelioides descriptum et icone illustr, ibíd. XXIV: 577-579, 1820
- La abreviatura «Biroli» se emplea para indicar a Giovanni Biroli como autoridad en la descripción y clasificación científica de los vegetales.[2]